# Sambizanga
Sambizanga är en kommun i provinsen Luanda och har varit ett av flera slumområden i och runt huvudstaden. Sambizanga blev känt efter en film med samma namn under självständighetskriget.

## Samhället
Sambizanga ligger vid Atlanten i provinsen Luanda och gränsar till följande kommuner:
- Cacuaco i norr.
- Cazenga i öster.
- Ingombota och Rangel i söder.

Vid kusten står fyren Sambizanga och stadsdelen har också en järnvägsstation på Luandajärnvägen mellan Luanda och Malanje. Här finns också Afrikas största utomhusmarknad Mercado Roque Santeiro.
Fotbollslaget Progresso Associação do Sambizanga, som spelar i Girabola har sin hemvist i Sambizanga.

## Historia
Den 4 februari 1961 försökte en grupp aktivister befria politiska fångar ur fängelset i Sambizanga. Det blev den tändande gnistan för det angolanska självständighetskriget.
År 1972 producerades filmen Sambizanga av regissören Sarah Maldoror, gift med frihetskämpen Mário Pinto de Andrade. Filmen bygger på en roman av José Luandino Vieira och beskriver hur politiska fångar behandlades av kolonialmakten.
År 2007 gjordes en filminspelning i Sambizanga. Under en scen bar skådespelare oladdade gevär och polisen, misstog sig och öppnade eld mot filmteamet. Inrikesministern gav poliskåren en reprimand.
År 2009 offentliggjorde regeringen planer på att riva slumområdet och bygga skolor och 3000 lägenheter i hyreshus för sluminvånare i Luanda. Ordern gick till det kinesiska bolaget CGGC, med byggstart den 1 augusti 2016.